# Angelika Trabert

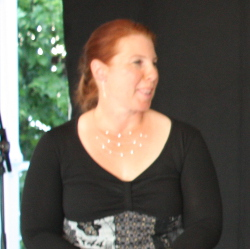
Angelika Trabert 2011

Angelika Trabert (* 10. September 1967) ist eine deutsche Dressurreiterin im Behindertenreitsport. Sie startet national und international in der Wettkampfklasse Grade III (bis 2016 als Grade II bezeichnet).

## Leben
Mit sechs Jahren saß Angelika Trabert das erste Mal auf einem Pferd. Nach dem Abitur 1987 studierte sie Medizin in Marburg und Frankfurt. Seit 1996 arbeitet die promovierte Medizinerin als Assistenzärztin in der Klinik für Anästhesiologie an der Uni-Klinik in Mainz. Im Jahre 1990 erwarb sie das Deutsche Reitabzeichen der Klasse IV sowie der Klasse III. Es folgten die Ausbildungen zum Reitwart (Trainer C) und zum Ausbilder im Reiten als Sport für Behinderte.
Im Jahre 1999, dann schon auf dem eigenen Pferd, erwarb sie das Reitabzeichen der Klasse II. Die Prüfung zum Trainer A (Amateurreitlehrer) legte sie 2001 im Landgestüt Dillenburg ab. Ihr erstes eigenes Pferd (Ghazim) kaufte sie 1992.
Bei großen Wettkämpfen wird Angelika Trabert vom jeweiligen Bundestrainer für Reiter mit Behinderung trainiert. Ihr Heimtrainer ist seit 2004 der Pferdewirtschaftsmeister Heinrich Damian Brähler. Im Regelsport reitet sie bis Klasse M.
Bei der FEI Gala 2010 in Taipeh wurde ihr der FEI Award in der Kategorie „Against All Odds“ (dt. gegen alle Schwierigkeiten) verliehen.

## Erfolge (Auswahl)
- 1991: Weltmeisterschaft 1 × Gold, 1 × Silber
- 1994: Weltmeisterschaft 1 × Gold, 1 × Silber
- 1996: 2 × Silber bei den Sommer-Paralympics 1996
- 1999: Weltmeisterschaft 3 × Silber
- 2002: Europameisterschaft 1 × Silber
- 2005: Europameisterschaft 1 × Silber
- 2007: Weltmeisterschaft 1 × Silber
- 2008: 2. Platz mit der Mannschaft bei den Sommer-Paralympics in Hongkong
- 2010: Weltmeisterin in der Kür, 4. Platz in der Einzelwertung (Championshiptest) und Mannschaftssilber, Weltreiterspiele 2010 – alle Prüfungen auf Ariva-Avanti
- 2012: 3. Platz in der Einzelwertung (Championshiptest), 3. Rang in der Einzel-Kür und 2. Rang mit der Mannschaft bei den Sommer-Paralympics in London auf Ariva-Avanti
- 2013: 2. Platz in der Einzelwertung (Championshiptest), 2. Rang in der Einzel-Kür und 2. Rang mit der Mannschaft bei den Europameisterschaften in Herning auf Ariva-Avanti
- 2015: 8. Platz in der Einzelwertung (Championshiptest), 7. Rang in der Einzel-Kür bei den Europameisterschaften Deauville mit First Lady Melody[3]
- 2017: 2. Platz bei den Deutschen Meisterschaften Grade III mit Diamond‘s Shine[4]
- 2018: Aufnahme in die Hall of Fame des National Cowgirl Museum and Hall of Fame in Fort Worth.

## Auszeichnungen
Im November 2012 wurde ihr zusammen mit 163 weiteren Sportlern das Silberne Lorbeerblatt verliehen.